# Jiangsu
Jiangsu (pinyin: Jiāngsū, romanizat alternativ ca Kiangsu sau Chiangsu) este o provincie de coastă din estul Republicii Populare Chineze. Este una dintre cele mai importante provincii în finanțe, educație, tehnologie și turism, cu capitala în Nanjing. Jiangsu este antepenultima ca mărime, dar a cincea ca populație și cea mai dens populată dintre cele 23 de provincii ale Republicii Populare Chineze. Jiangsu are cel mai mare PIB pe cap de locuitor dintre provinciile chineze și al doilea cel mai mare PIB al provinciilor chineze, după Guangdong. Jiangsu se învecinează cu Shandong la nord, Anhui la vest și Zhejiang și Shanghai la sud. Jiangsu are o coastă de peste 1.000 km la Marea Galbenă, iar fluviul Yangtze curge prin sudul provinciei.
Din timpurile dinastiilor Sui și Tang, Jiangsu a fost un centru economic și comercial național, parțial datorită construcției Marelui Canal. Orașe precum Nanjing, Suzhou, Wuxi, Changzhou și Shanghai (separat de Jiangsu în 1927) sunt toate centrele economice majore ale Chinei. De la inițierea reformelor economice în 1990, Jiangsu a devenit un punct focal al dezvoltării economice. Este considerată una dintre cele mai dezvoltate provincii ale Chinei, după Indicele dezvoltării umane (IDU).  PIB-ul său nominal pe cap de locuitor în 2021 a atins 137.300 RMB (21.287 USD), devenind prima provincie din China care a atins pragul de 20.000 USD.
În Jiangsu se află mulți dintre cei mai importanți exportatori mondiali de echipamente electronice, produse chimice și textile. Provincia a fost cel mai mare beneficiar din China al investițiilor străine directe în 2006. PIB-ul său nominal în 2021 a fost de peste 11,64 trilioane RMB (1,80 trilioane USD), care este al cincilea cel mai mare dintre toate subdiviziunile țării. Dacă ar fi o țară, ar fi fost în 2021 a zecea cea mai mare economie, precum și a 19-a după populație.
Jiangsu este și una dintre cele mai importante provincii în domeniul cercetării și educației. În 2022 în Jiangsu erau 168 de instituții de învățământ superior, fiind pe primul loc între provinciile chineze. Jiangsu are multe instituții de învățământ bine cotate, cu 16 universități în Double First-Class Universities, ocupând locul doi după Beijing. În 2020 două orașe din Jiangsu s-au clasat printre primele 50 de orașe din lume (Nanjing pe locul 8 și Suzhou pe locul 45) după rezultatele cercetării științifice, conform Nature Index.

## Orașe
- Nanjing (南京市);
- Wuxi (无锡市);
- Xuzhou (徐州市);
- Changzhou (常州市);
- Suzhou (苏州市);
- Nantong (南通市);
- Lianyungang (连云港市);
- Huai'an (淮安市);
- Yancheng (盐城市);
- Yangzhou (扬州市);
- Zhenjiang (镇江市);
- Taizhou (泰州市);
- Suqian (宿迁市);